# Tour of Antalya 2023
Il Tour of Antalya 2022, quinta edizione della corsa, valido come prova dell'UCI Europe Tour 2023 categoria 2.1, si svolgerà in 4 tappe dal 9 al 12 febbraio 2023 su un percorso di 600,5 km, con partenza ed arrivo ad Adalia, in Turchia.

## Tappe
| Tappa  | Data        | Percorso             | km    | Vincitore di tappa | Leader cl. generale |
| ------ | ----------- | -------------------- | ----- | ------------------ | ------------------- |
| 1ª     | 9 febbraio  | Manavgat > Adalia    | 156   |                    |                     |
| 2ª     | 10 febbraio | Demre > Adalia       | 141,5 |                    |                     |
| 3ª     | 11 febbraio | Kemer > Tahtalı Dağı | 133,6 |                    |                     |
| 4ª     | 12 febbraio | Side > Adalia        | 174,8 |                    |                     |
| Totale | Totale      | Totale               | 605,8 |                    |                     |

## Squadre e corridori partecipanti
Al via 25 formazioni.
| N.      | Cod. | Squadra                           |
| ------- | ---- | --------------------------------- |
| 1-7     | GFC  | Groupama-FDJ                      |
| 11-17   | ADC  | Alpecin-Deceuninck                |
| 21-27   | TEN  | TotalEnergies                     |
| 31-37   | BEB  | Bolton Equities Black Spoke       |
| 41-47   | BWB  | Bingoal WB                        |
| 51-57   | GBF  | Green Project-BardianiCSF-Faizanè |
| 61-67   | EOK  | Eolo-Kometa Cycling Team          |
| 71-77   | HPM  | Human Powered Health              |
| 81-87   | TUD  | Tudor Pro Cycling Team            |
| 91-97   | COR  | Team Corratec                     |
| 101-107 | TNN  | Team Novo Nordisk                 |
| 111-117 | Q36  | Q36.5 Pro Cycling Team            |
| 121-127 | TSG  | Terengganu Polygon Cycling Team   |

| N.      | Cod. | Squadra                              |
| ------- | ---- | ------------------------------------ |
| 131-137 | BAI  | Bike Aid                             |
| 141-147 | FFS  | Sakarya BB Pro Team                  |
| 151-157 | ABC  | ABloc CT                             |
| 161-167 | TRI  | Trinity Racing                       |
| 171-177 | STC  | Spor Toto Cycling Team               |
| 181-187 | AQD  | Astana Qazaqstan Devel. Team         |
| 191-197 | SDO  | Sofer-Savini Due-OMZ                 |
| 201-207 | PUS  | P&S Benotti                          |
| 211-217 | CGC  | China Glory Continental Cycling Team |
| 221-227 | RSW  | Team Felbermayr-Simplon Wels         |
| 231-237 | BGS  | Beykoz Belediyesi Spor Kulübü        |
| 241-247 | KBB  | Konya Buyuksehir Belediye Spor       |

## Dettagli delle tappe

### 1ª tappa
- 9 febbraio: Manavgat > Adalia - 156 km

Risultati
| Pos. | Corridore | Squadra | Tempo |
| ---- | --------- | ------- | ----- |
| 1    |           |         |       |
| 2    |           |         |       |
| 3    |           |         |       |

| Pos. | Corridore | Squadra | Tempo |
| ---- | --------- | ------- | ----- |
| 1    |           |         |       |
| 2    |           |         |       |
| 3    |           |         |       |

### 2ª tappa
- 10 febbraio: Demre > Adalia - 141,5 km

Risultati
| Pos. | Corridore | Squadra | Tempo |
| ---- | --------- | ------- | ----- |
| 1    |           |         |       |
| 2    |           |         |       |
| 3    |           |         |       |

| Pos. | Corridore | Squadra | Tempo |
| ---- | --------- | ------- | ----- |
| 1    |           |         |       |
| 2    |           |         |       |
| 3    |           |         |       |

### 3ª tappa
- 3 febbraio: Kemer > Tahtalı Dağı - 133,6 km

Risultati
| Pos. | Corridore | Squadra | Tempo |
| ---- | --------- | ------- | ----- |
| 1    |           |         |       |
| 2    |           |         |       |
| 3    |           |         |       |

| Pos. | Corridore | Squadra | Tempo |
| ---- | --------- | ------- | ----- |
| 1    |           |         |       |
| 2    |           |         |       |
| 3    |           |         |       |

### 4ª tappa
- 4 febbraio: Side > Adalia - 174,8 km

Risultati
| Pos. | Corridore | Squadra | Tempo |
| ---- | --------- | ------- | ----- |
| 1    |           |         |       |
| 2    |           |         |       |
| 3    |           |         |       |

| Pos. | Corridore | Squadra | Tempo |
| ---- | --------- | ------- | ----- |
| 1    |           |         |       |
| 2    |           |         |       |
| 3    |           |         |       |

## Evoluzione delle classifiche
| Tappa              | Vincitore | Classifica generale Maglia magenta | Classifica a punti Maglia gialla | Classifica scalatori Maglia arancione | Classifica giovani Maglia verde | Classifica a squadre |
| ------------------ | --------- | ---------------------------------- | -------------------------------- | ------------------------------------- | ------------------------------- | -------------------- |
| 1ª                 |           |                                    |                                  |                                       |                                 |                      |
| 2ª                 |           |                                    |                                  |                                       |                                 |                      |
| 3ª                 |           |                                    |                                  |                                       |                                 |                      |
| 4ª                 |           |                                    |                                  |                                       |                                 |                      |
| Classifiche finali |           |                                    |                                  |                                       |                                 |                      |